# Prionopelta amieti
Prionopelta amieti är en myrart som beskrevs av Terron 1974. Prionopelta amieti ingår i släktet Prionopelta och familjen myror. Inga underarter finns listade i Catalogue of Life.

## Bildgalleri

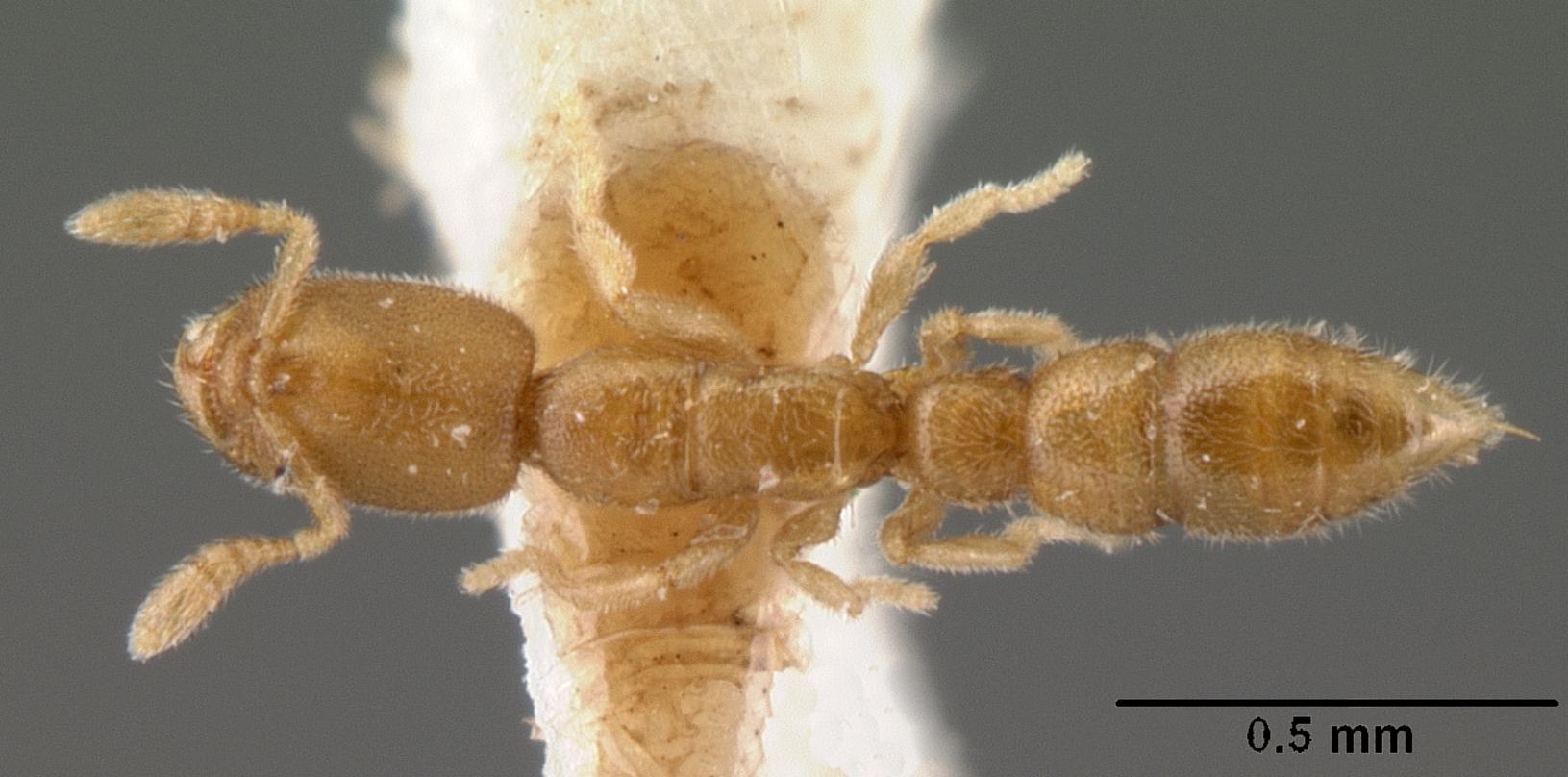
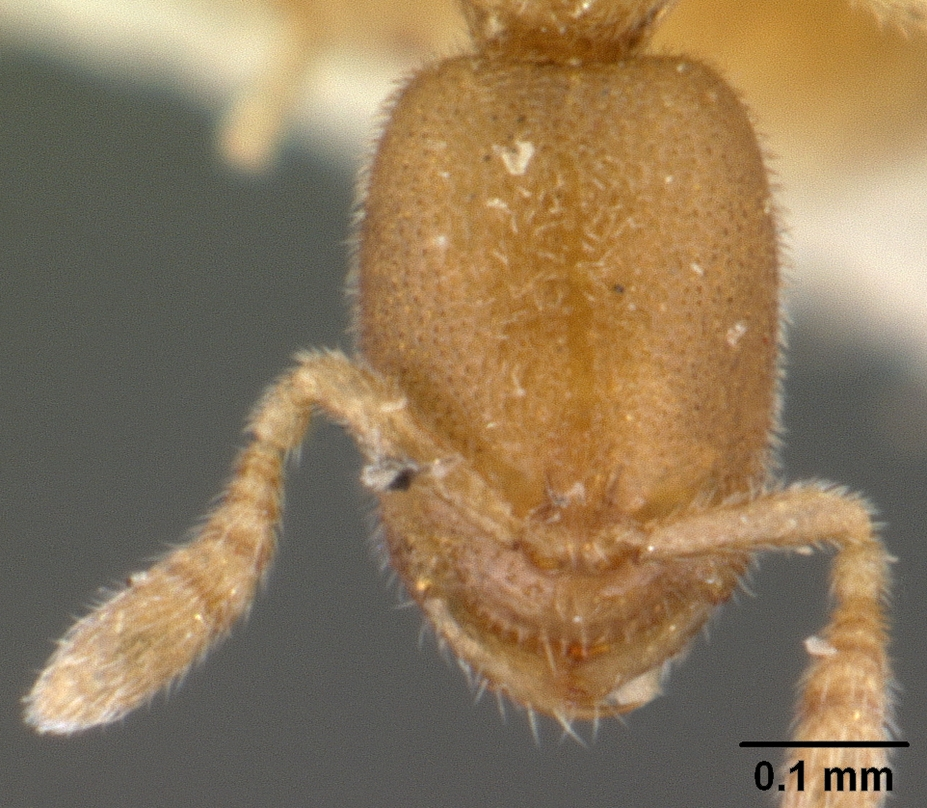
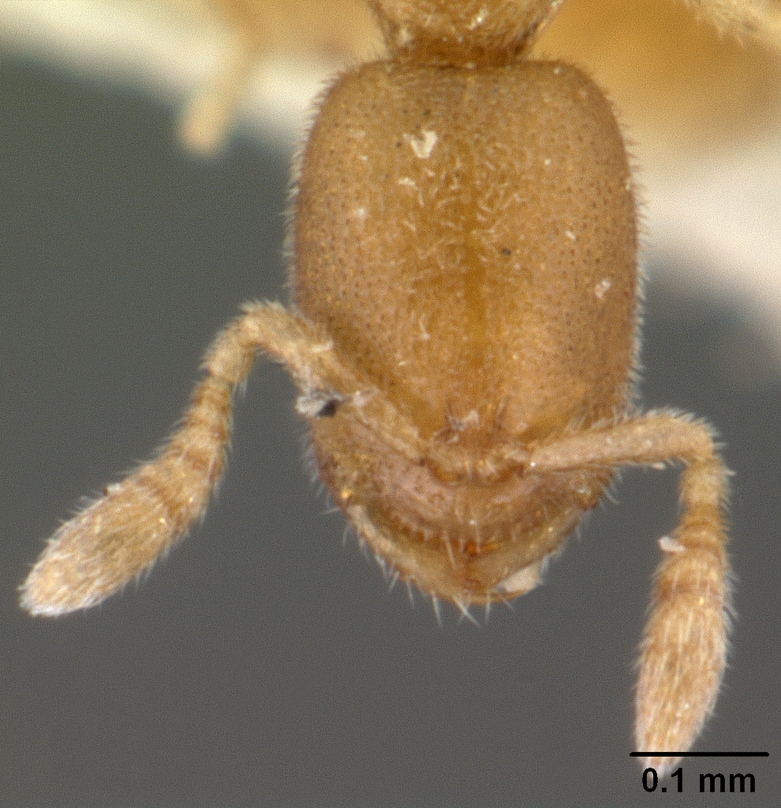
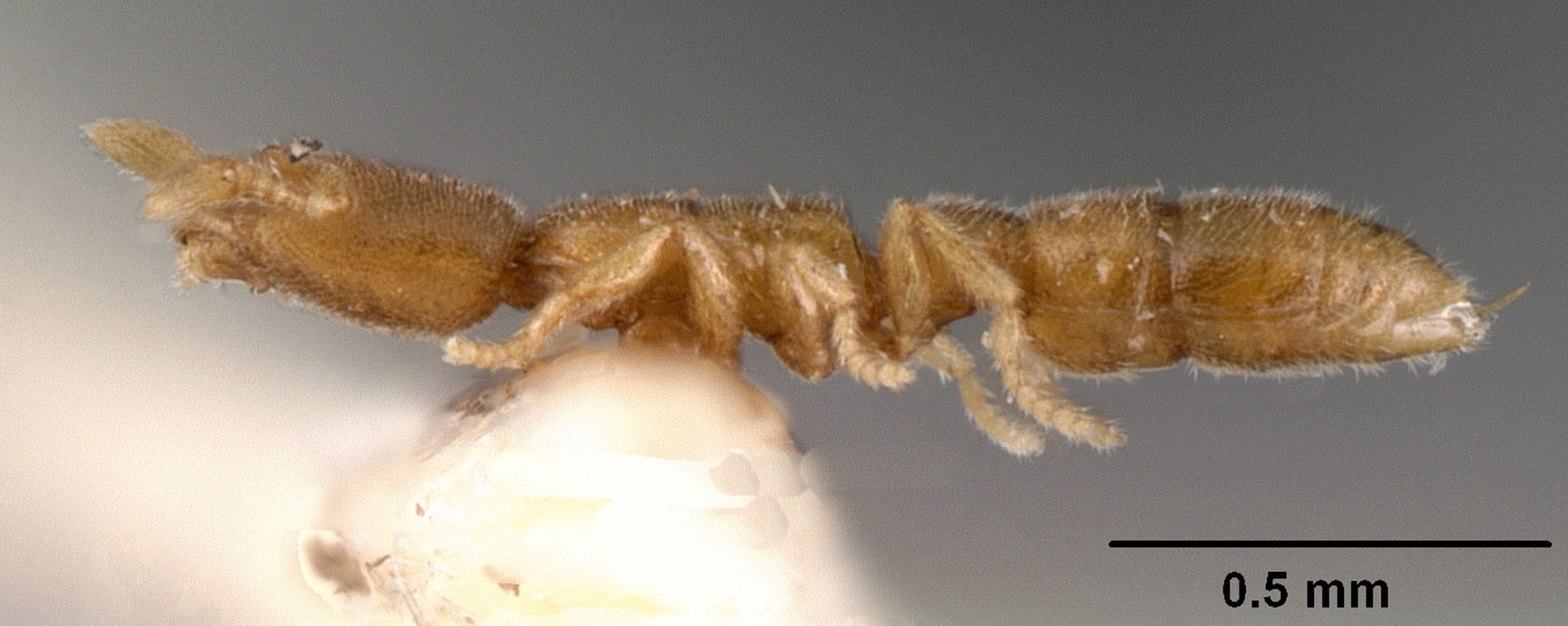
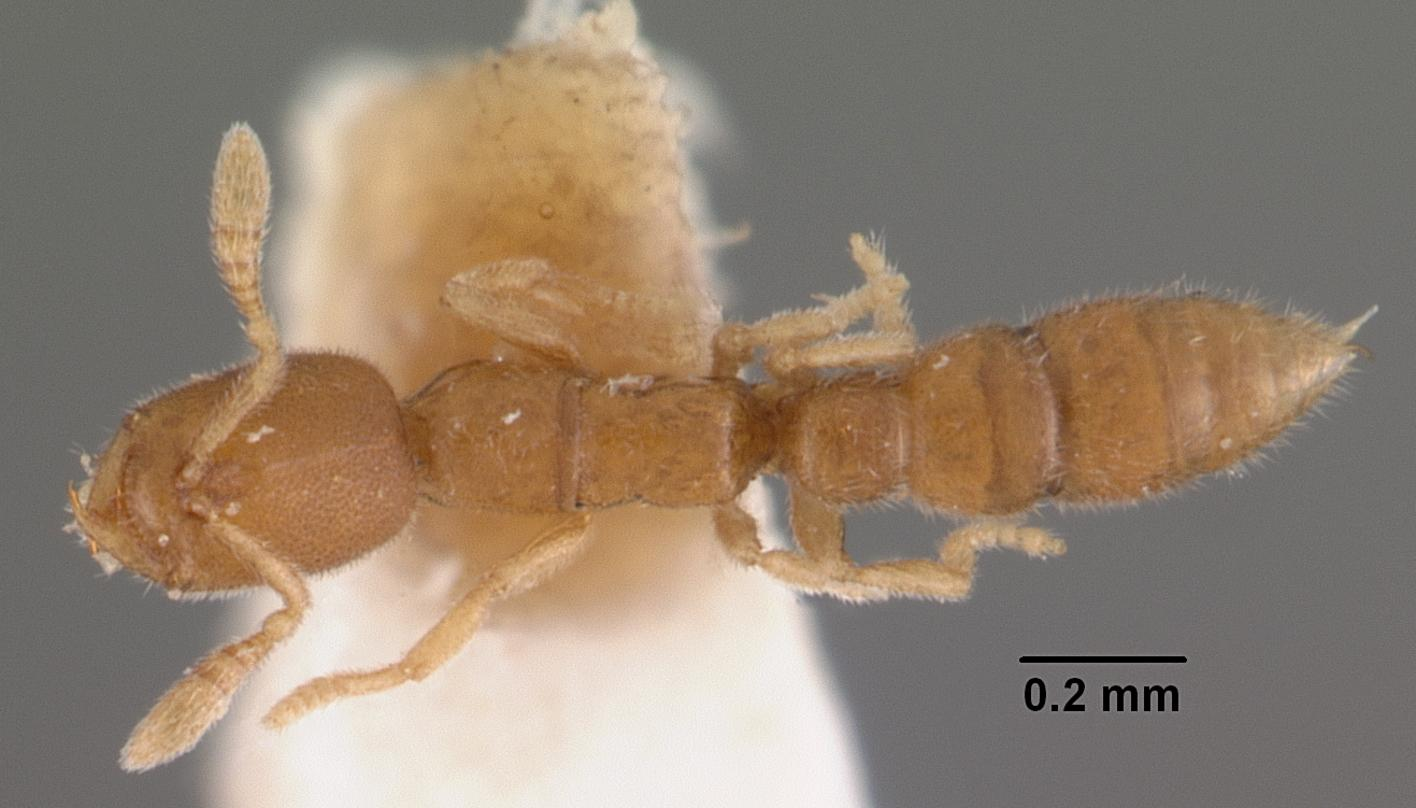
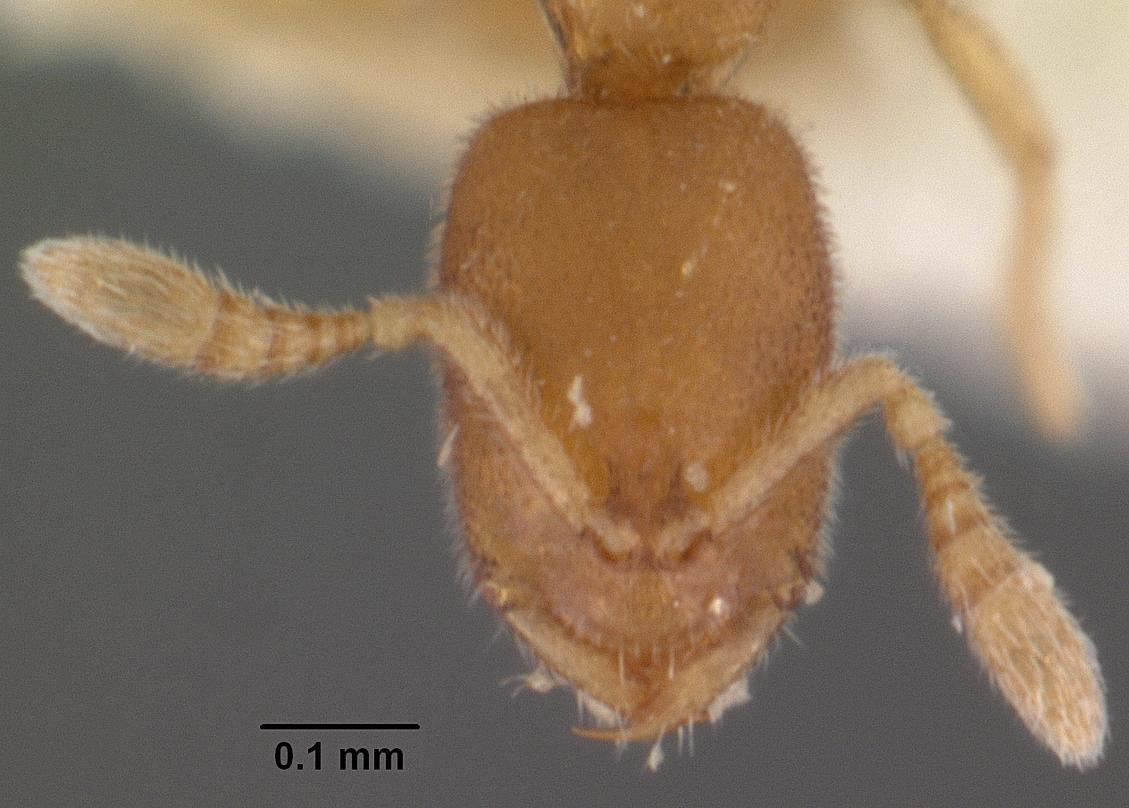